# S/W 취약점 찾기대회
S/W 취약점 찾기대회는 대학정보보호동아리연합회 소속의 해커그룹들을 대상으로 한국정보보호진흥원에서 개최하는 컴퓨터 보안(해킹) 경진대회이다. 2006년에 제1회 대회가 개최되었다. 예전에는 <공개 웹 소프트웨어(SW) 취약점 찾기대회> 라는 명칭으로 일반인들을 상대로 개최되었으나, 2006년부터 바뀌었다.
대회는 월드 와이드 웹이나 PC 통신 등에 공개된 소프트웨어들의 보안 취약점을 찾아 보고하는 방식으로 진행된다. 파급력이 높은 취약점이나 가장 많은 취약점을 찾은 해커그룹을 대상으로 점수를 매겨 시상을 한다. 또한, 우수한 성적으로 입상한 해커그룹에게는 매년 말레이시아에서 개최되는 핵인더박스 보안 컨퍼런스의 참가 경비를 제공한다.
이 대회에서 보고된 보안 취약점은 해당 소프트웨어 개발사에게 통보를 하여 개발자가 보안 취약점을 수정할 수 있도록 도와준다. 덕분에 소프트웨어들의 보안 취약점이 다수 발견되어 수정됨으로써, 컴퓨터 보안에 큰 기여를 하고 있다.
이 대회에서 수상한 해커그룹은 소정의 상금이 수여되며, 한국정보보호진흥원에 입사 지원시 우대를 받을 수 있다.

## 역대 수상팀(해커그룹) 목록
다음은 S/W 취약점 찾기대회에 참가하여 입상한 해커그룹의 목록이다. (우수상까지 기재)

### 2008년
- 최우수상 : 씽크
- 우수상 : KERT, 정보보호119

### 2010년
- 최우수상 : 정보보호119
- 우수상 : Security First
- 장려상 : Hacker Login